# Garo khajuriai
Garo khajuriai är en fiskart som först beskrevs av Talwar, Yazdani och Kundu, 1977.  Garo khajuriai är ensam i släktet Garo som ingår i familjen Chaudhuriidae. IUCN kategoriserar arten globalt som nära hotad. Inga underarter finns listade i Catalogue of Life.